# Mike Fisher (Mućke)
Mike Fisher (rođen 12. prosinca 1950.) fiktivni je lik iz BBC-jeva sitcoma Mućke. Bio je gostioničar Kobilje glave, a u seriji se pojavljivao od 1983. do 1996. Mikea je glumio Kenneth MacDonald.
Mike se prvi put pojavio u epizodi "Who's a Pretty Boy?" u kojoj se Del dodvorava novom gostioničaru i dogovara posao s Mikeom prema kojem će Mike uzeti 2.000 funti za preuređenje puba, od kojih će po 500 funti otići njima, dok će se s preostalih 1.000 platiti Brendanu O' Shaugnassyju za preuređenje. Uz mnoge scene u Kobiljoj glavi u kasnijim epizodama, Mike je postao stalni lik.
Dobroćudan, ali često lakovjeran, Mike je često izvlačio kraći kraj iz Delovih mućki ili pokušaja da mu proda nekvalitetnu robu. Rijetko je nagovarao Dela da plati otvoreni račun u pubu ili da čak plati upravo naručena pića. S druge strane, Mike je ponekad varao lakovjernije ljude.
Kad je Kenneth MacDonald umro 2001., scenarist John Sullivan dodao je u epizodu "If They Could See Us Now" novi zaplet kojim je objašnjeno kako se Mike zapleo u Delovim i Rodneyjevim mutnim financijskim poslovima te pokušao prevariti pivovaru kako bi pokrio svoje gubitke, nakon čega je završio u zatvoru. Mikeovu poziciju preuzeo je Sid, vlasnik zalogajnice.